# 下查干湖
51°19′N 99°23′E / 51.317°N 99.383°E

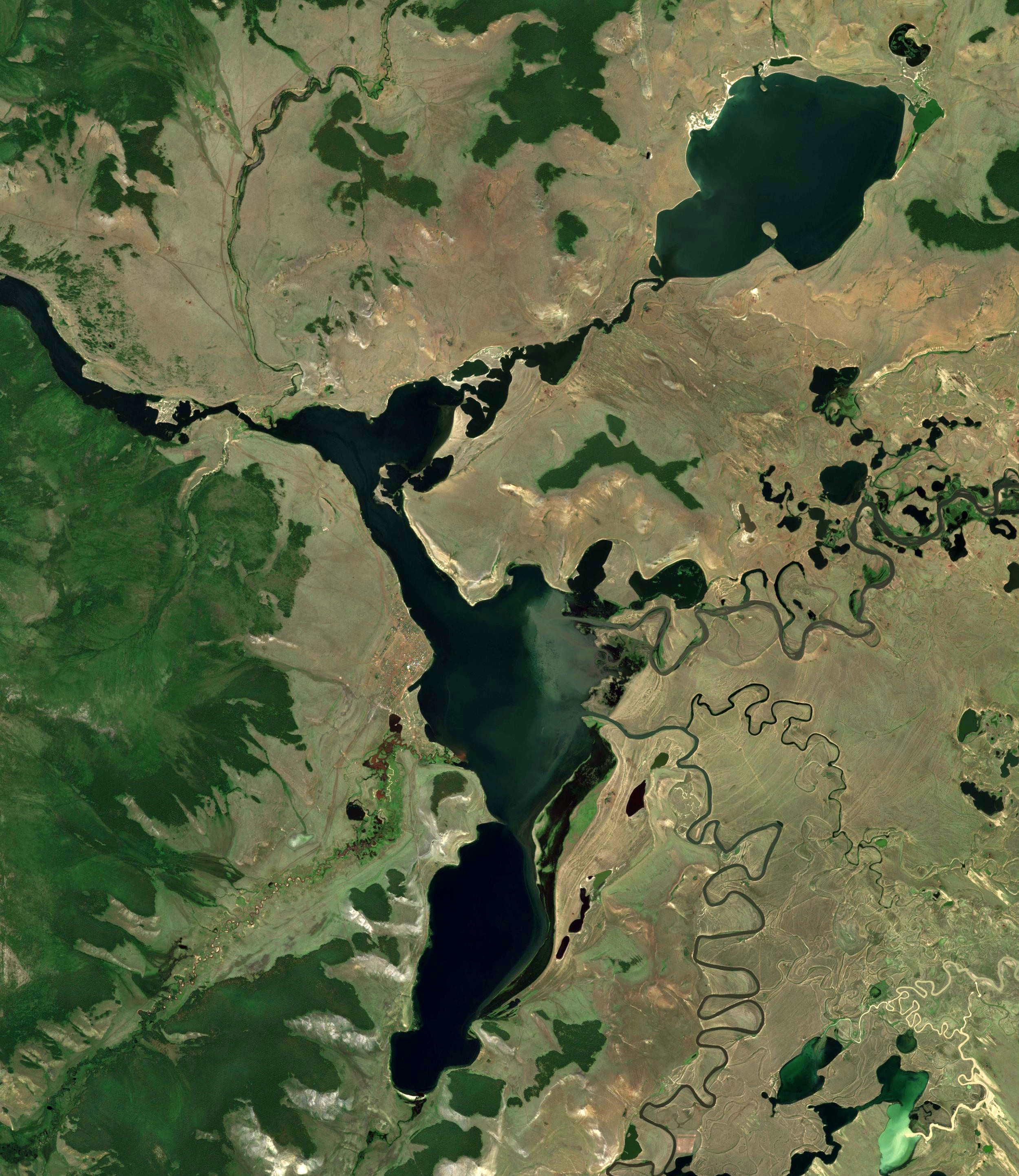
下查干湖卫星图像，由欧空局哨兵2号卫星拍摄于2021年7月

下查干湖 (Dood Tsagaan Lake，意思是“下白湖”) 是蒙古的湖泊，位於該國北部，由庫蘇古爾省負責管轄，長18公里、寬7公里，面積64平方公里，海拔高度1,600米，蓄水量0.38立方公里，最大水深15米。流入小叶尼塞河。